# Socca
Socca är en sorts pannkaka av kikärtsmjöl. Receptet härstammar från Ligurien och rätten kallas även farinata och belecàuda.
Typiskt steks soccan i betydligt större enheter än en portion, och den skärs sedan upp i fjärdedelar som serveras naturella, men den kan även stekas i portionsformat och serveras med olika pålägg.